# Sommer-Paralympics 1996/Goalball

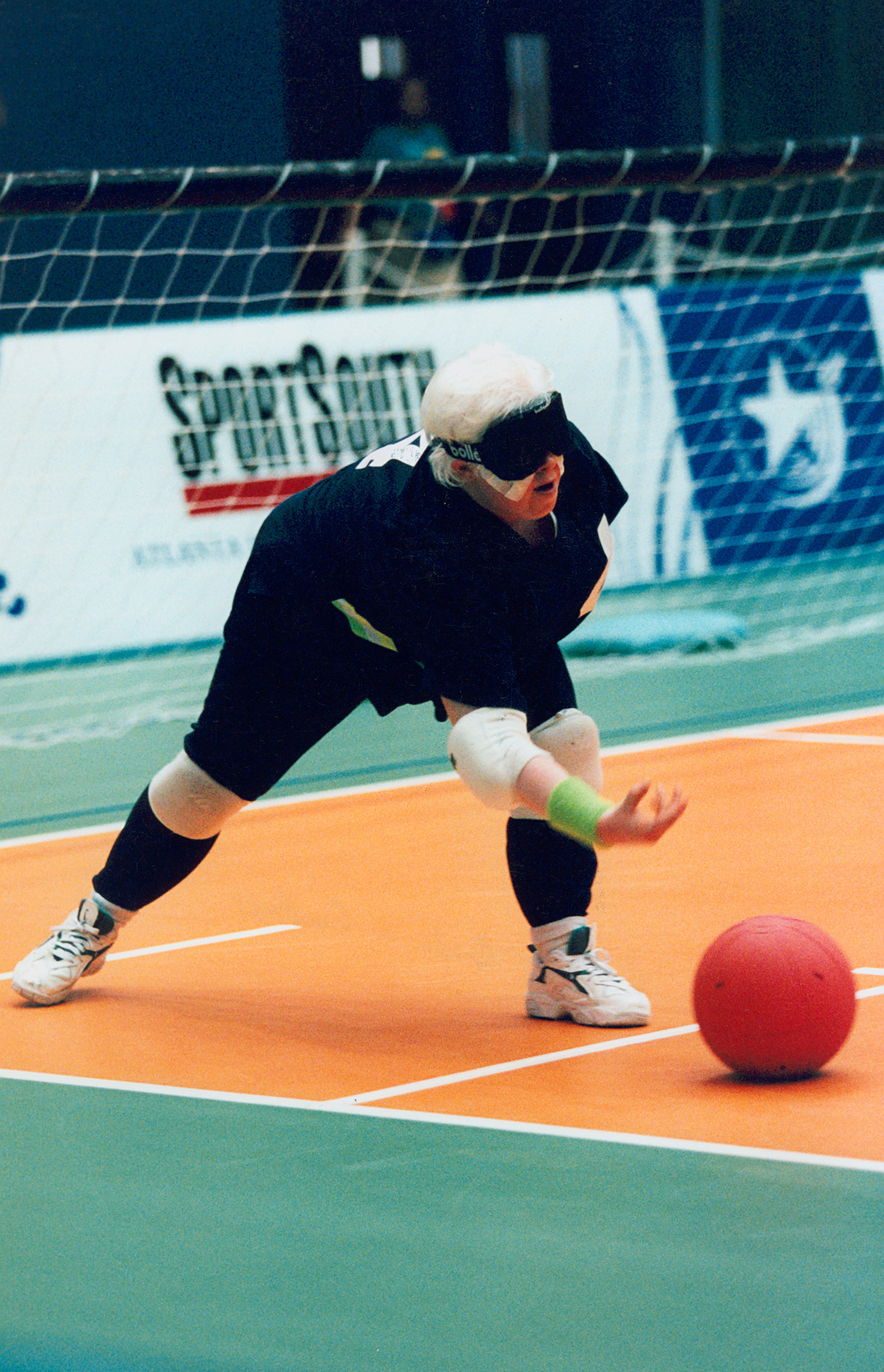

Bei den Sommer-Paralympics 1996 in Atlanta wurden 2 Goalballturniere ausgetragen.

## Männer
| Platz | Land | Sportler                                                                                               |
| ----- | ---- | --- |
| 1     | FIN  | Jani Kallunki, Marko Kauppila, Asko Kinnunen, Jorma Kivinen, Arttu Makinen, Juha Oikarainen            |
| 2     | CAN  | Mario Caron, Jeff Christy, J. Crepault, Roberto Gaunt, Eric Houle, Dean Kozak                          |
| 3     | ESP  | Roberto Abenia, Ricardo Fernandez, Hipolito Gonzalez, Jordi Mendoza, Francisco Muñoz, Fernando Sardina |

## Frauen
| Platz | Land | Sportler |
| ----- | ---- | --- |
| 1     | GER  | Martina Bethke, Christel Bettinger, Gudula Demmelhuber, Cornelia Dietz, Edda Ewert, Christine Krause              |
| 2     | FIN  | Maria-Terttu Piiroinen, Iris Keitel, Mari Pekkala, Tarja Pelkonen, Merja Hanski                                   |
| 3     | USA  | Jen Armbruster, Irene Davis-Sparks, Patti Egensteiner-Asbury, Maureen Esposito, Sheryl Gordon, Margaret Ostrowski |